# Adriana Cerezo
Adriana Cerezo Iglesias (Alcalá de Henares, 24 novembre 2003) è una taekwondoka spagnola.
Ha vinto la medaglia d'oro al debutto ai Campionati Europei di Taekwondo, a soli 17 anni. Un mese dopo, si è qualificata alle Olimpiadi di Tokyo 2020 attraverso il torneo di qualificazione olimpica di Taekwondo 2021, vincendo la medaglia d'argento.

## Palmarès
Giochi olimpici
- Argento a Tokyo 2020 (cat. 49 kg)

Mondiali di taekwondo
- Bronzo a Baku 2023 (cat. 49 kg)

Europei di taekwondo
- Oro a Sofia 2021 (cat. 49 kg)
- Oro a Belgrado 2024 (cat. 49 kg)

Giochi Europei
- Oro a Cracovia 2023 (cat. 49 kg)